# セイカン
セイカン株式会社（SEIKAN Inc.）は、北海道札幌市に本社を置く、農業用機械・資材の開発・製造・販売を行っている企業である。

## 概要
セイカン株式会社は、北海道を中心に、本社兼札幌支店を含む4支店（札幌・帯広・旭川・中国）を展開している。主に農作物の収穫や保管・物流に使用する農業用鉄コンテナや機械の製造販売、農業資材の企画・製造・販売・アフターメンテナンス、JA資材店舗の運営、ソーラーパネルの販売・設置・売電などを行っている。

## 沿革
- 1968年（昭和43年） - 小樽市色内にドラム缶洗浄業として北海道ドラム工業株式会社創業
- 1968年（昭和43年） - 帯広支店開設
- 1970年（昭和45年） - 北海道セイカン工業株式会社商号変更
- 1974年（昭和49年） - ホームタンク洗浄車開発しタンク洗浄業開始
- 1976年（昭和51年） - 石油燃焼機器アフターサービス業務開始
- 1981年（昭和56年） - 北海道内各農協資材店舗へ営業資材販売開始
- 1982年（昭和57年） - 十勝農業試験場技術指導を受け農薬マスク開発
- 1984年（昭和59年） - 牛舎換気システムダクトファン開発
- 1991年（昭和62年） - 帯広支店に商品倉庫新築
- 1992年（平成 4年） - 札幌市本社移転
- 1993年（平成 5年） - 大型農業機械用給油装置『はやぶさQ』特許出願（平成7年公開）[1]
- 1996年（平成 8年） - 温風器ビート育苗システム開始
- 1999年（平成11年） - 中国支店開設
- 2001年（平成13年） - ボックスパレット事業開始
- 2005年（平成14年） - 資本金24,000,000円に増資
- 2005年（平成14年） - 帯広支店にサービス工場新築
- 2003年（平成15年） - ホッパーコンテナPOP開発
- 2003年（平成15年） - 開放型コンテナ特許出願（平成17年公開）[2]
- 2004年（平成16年） - メッシュ型コンテナ登録実用新案出願(平成16年登録) [3]
- 2005年（平成17年） - 粉・粒体の移送分配システム特許出願(平成18年公開) [4]
- 2005年（平成17年） - 資本金を37,000,000円に増資
- 2005年（平成17年） - 折畳型コンテナ特許出願（平成19年公開）[5]
- 2005年（平成17年） - 肥料配送用コンテナ装置特許出願（平成19年公開）[6]
- 2005年（平成17年） - アルミ捕植器開発
- 2006年（平成18年） - 種子消毒用ミキサー「まぜコン」開発
- 2007年（平成19年） - 流量計 デジタルテッカー発売
- 2008年（平成20年） - 肥料コンテナシステム「COEL」開発
- 2010年（平成22年） - アルミコンテナステップ開発
- 2011年（平成23年） - ホッパーベース「SPシリーズ」開発
- 2011年（平成23年） - 植物乾燥装置に関する実用新案登録[7]
- 2013年（平成25年） - 帯広支店内にコンテナ倉庫新築
- 2013年（平成25年） - 本社現住所（札幌市厚別区）移転、資本金70,000,000円増資
- 2018年（平成30年） - 商号を北海道セイカン工業株式会社からセイカン株式会社へ商号変更[8]

## 支店
- 札幌支店
- 帯広支店（北海道中川郡）
- 旭川支店（北海道上川郡）
- 中国支店

## 主要株主
- 協和総合管理株式会社
- 株式会社北洋銀行